# كندة الشماط
كندة الشماط (1973-) وزيرة سورية سابقة من مواليد بلدة سرغايا في ريف دمشق حاصلة على دكتوراه في القانون الخاص من جامعة دمشق وشغلت حقيبة وزارة الشؤون الاجتماعية والعمل وعضو لجنة صياغة الدستور السوري عام 2012 .

## حياتها
ولدت كندة الشماط في سرغايا في ريف دمشق 1973 حاصلة على دكتوراه في القانون الخاص من جامعة دمشق عام 2005، عملت سابقا في الهيئة التدريسية لجامعة دمشق والجامعة الافتراضية والتعليم المفتوح ومع العديد من الهيئات والمنظمات منها الهيئة السورية لشؤون الأسرة ومنظمة الاتحاد النسائي وصندوق الأمم المتحدة الإنمائي للمرأة خبيرةً قانونيةً بقضايا الأسرة وقضايا العنف ضد المرأة وأنجزت بعض الدراسات والأبحاث المتعلقة بقضايا الأطفال والنساء وخاصة في الحروب والنزاعات وكانت عضوا في لجنة الدستور السوري عام 2012.

## العمل الوزاري
عينت وزيرةً للشؤون الاجتماعية والعمل في 9 فبراير 2013. وفي 20 أغسطس 2015، أصدر الرئيس السوري بشار الأسد، قرارا يقضي بموجبه بإعفائها من مهامها. دون الإشارة لأسباب هذا الإعفاء. إلا أن وسائل إعلام آخرى عللت القرار على خلفية نشر صور لها مع احد قادته العسكريين وهو العقيد سهيل الحسن، بطريقة أثارت الجدل حينها.

## أعتقالها
في 5 يوليو 2025، أفادت السلطات القضائية في سوريا بأنها أوقفت كلًا من كندة الشماط و"ريما القادري" في سياق تحقيق رسمي يتعلق باتهامات بإخفاء أطفال المعتقلين داخل مؤسسات رعاية الأيتام، وذلك خلال فترة حكم النظام السابق بقيادة بشار الأسد. ويشمل هذا الإجراء القضائي أيضًا عددًا من المسؤولات عن دور الرعاية الحكومية، في إطار جهود المحاسبة وفتح ملفات الانتهاكات الإنسانية التي تبنّتها الإدارة السورية الجديدة.
ويُعَدّ هذا الملف من أكثر القضايا حساسية في البلاد، إذ تشير منظمات حقوقية إلى أن آلاف الأطفال جرى انتزاعهم قسرًا من ذويهم أثناء فترات اعتقالهم بين عامي 2011 و2020، وتم تحويل عدد منهم إلى مؤسسات الدولة، في حين ما يزال مصير آخرين مجهولًا حتى اليوم.

## انظر ايضًا
- ريما القادري
- علي الظفير